# Ліштява
Ліштява (рум. Lișteava) — село у повіті Долж в Румунії. Входить до складу комуни Островень.
Село розташоване на відстані 186 км на захід від Бухареста, 55 км на південь від Крайови.

## Населення
За даними перепису населення 2002 року у селі проживали 1708 осіб.
Національний склад населення села:
| Національність | Кількість осіб | Відсоток |
| -------------- | -------------- | -------- |
| румуни         | 1328           | 77,8%    |
| цигани         | 380            | 22,2%    |

Рідною мовою назвали:
| Мова      | Кількість осіб | Відсоток |
| --------- | -------------- | -------- |
| румунська | 1339           | 78,4%    |
| циганська | 369            | 21,6%    |